# Cymodocella hawaiiensis
Cymodocella hawaiiensis är en kräftdjursart som beskrevs av Bruce 1994. Cymodocella hawaiiensis ingår i släktet Cymodocella och familjen klotkräftor. Inga underarter finns listade i Catalogue of Life.